# Шоу Кливленда
Шоу Кливленда (англ. The Cleveland Show) — американский комедийный мультсериал, созданный в 2009 году Сетом Макфарлейном, Майком Генри и Ричардом Эппелом. Сериал является спин-оффом Гриффинов, который также был создан Макфарлейном. Премьера сериала состоялась 27 сентября 2009 года.
Сюжет сериала базируется на второстепенном персонаже мультсериала Гриффины, Кливленде Брауне и его сыне Кливленде-младшем. После внушительного успеха первого эпизода шоу, FOX отвела сериалу целый сезон. В январе 2010 года, компания заказала второй сезон. В сентябре 2010 года, FOX заказала 3 сезон, в мае — 4 сезон. Последний эпизод под названием: «Колесо! Из! Семьи!» был показан 19 мая 2013 года. Позже шоу было закрыто из-за низких рейтингов. 

## Предыстория
В конце серии Гриффинов из седьмого сезона «Baby Not on Board» Кливленд говорит Куагмиру, что про него снимут спин-офф.
В первой серии Шоу Кливленда Кливленд Браун и его сын Кливленд Браун Младший уезжают из Род-Айленда в вымышленный город Стулбенд, штат Виргиния.

## Персонажи
Кливленд женат на Донне Таббс, у которой уже есть двое детей: дочь-подросток Роберта Таббс; и пятилетний сын Ралло Таббс. Кливленду Младшему, который раньше присутствовал в Гриффинах, теперь четырнадцать лет и он намного толще, чем был раньше.
Кроме того, рядом с домом Кливленда живёт семья антропоморфных медведей (Тим, его жена Арианна и сын Рэймонд), битник Холт, реднек Лестер и викторианская семья.

## Серии
Первый сезон состоял из 21 серии, позже было объявлено о 2 сезоне. Во втором сезоне выпустили 22 эпизода, в котором показали один эпизод из первого сезона. Второй сезон стартовал 26 сентября 2010 года.
10 июня 2010 года канал FOX заявил, что в 2011/2012 годах будет представлен третий сезон мультсериала. Будет выпущено 19 серий, в 2012 году будет показан 4 сезон «Шоу Кливленда».
В мае 2013 года от представителей The Animation Guild стало известно, что производство новых эпизодов анимационного сериала прекращается.
Всего было выпущено 88 эпизодов в 4 сезонах шоу. После закрытия «Шоу Кливленда», Кливленд и его семья возвращается в Куахог в 20 серии 12 сезона Гриффинов.

## Факты
- В песне, звучащей в заставке каждой серии «Шоу Кливленда», слова «счастливое лицо чернокожего» (happy black-guy face) были заменены на «счастливое усатое лицо» (happy mustached face) в целях политкорректности[9].
- В эпизоде «Brotherly Love» появился псевдо-камео музыкальный продюсер и рэпер Канье Уэст в роли Кенни Уэста. Продюсеры мультсериала заявили, что «работать с ним было одно удовольствие, потому что Уэст — фанат „Гриффинов“» (working with West was a very good experience and a reason we chose him was that we knew he was a fan of «Family Guy»)[10].

## Премьерный показ в разных странах
- США (FOX), Канада (англ. Global Television Network) — 27 сентября 2009
- Австралия (Network Ten) — 2 декабря 2009
- Великобритания (E4) — 1 февраля 2010[11]
- Ирландия (англ. 3e) — 21 февраля 2010[12]
- Греция (FX) — март 2010
- Бразилия (англ. FX Latin America) — 25 апреля 2010[13]
- Россия (Москва, кинотеатр «Октябрь») — 14 мая 2010 года, 2x2 — 2 сентября 2010[14]
- Португалия (FOX Portugal) — 5 июня 2010[15]
- Дания (JHM Network) — 23 июня 2010 года
- Израиль (Yes) — 2 июля 2010
- Венгрия (Comedy Central) — 7 июля 2010
- Испания (англ. Fox España, Neox) — 19 июля 2010
- Норвегия (TV2) — 13 августа 2010
- Италия (Fox Italy) — 7 сентября 2010
- Нидерланды (Comedy Central) — 12 сентября 2010
- Украина (2+2) — 10 сентября 2011
- Германия (Comedy Central) — 7 августа 2016